# Lathen
Lathen là một đô thị thuộc huyện Emsland, trong bang Niedersachsen, Đức. Đô thị này có diện tích 38,02 km². Tại đây có tuyến đường ray thử nghiệm tàu maglev Transrapid.